# Habenaria crassicornis
Habenaria crassicornis är en orkidéart som beskrevs av John Lindley. Habenaria crassicornis ingår i släktet Habenaria och familjen orkidéer. Inga underarter finns listade i Catalogue of Life.